# Konkordius ze Spoleta
Svatý Konkordius ze Spoleta (latinsky Concordius Spoletanus) (2. století? Řím - 175? Spoleto) byl italský křesťanský mučedník žijící ve 2. století.

## Život
Byl synem křesťanského kněze, presbytera Gordiana. Biskup Pius I. Římský jej v Římě vysvětil na podjáhna. Většinu času trávil sám, jako eremita v modlitbě a meditaci.
Za vlády císaře Marca Aurelia byl zajat za svou víru. Ve Spoletu mu Torquatus, guvernér Umbrie, nabídl svobodu, když se vzdá své víry a pokloní se soše boha Jupitera, Concordius však odmítl. Poté byl mučen a po dvou dnech vězení mu byla znovu přinesena socha k uctění, ale Concordius na ni plivl.
Byl sťat mečem asi roku 175. 

## Hrob a úcta
- Jeho ostatky se nacházejí v bazilice San Salvatore ve Spoletu (hrob a centrum úcty) a ve španělské Gironě.
- Jeho svátek úmrtí se v římskokatolické církvi slaví 1. ledna, svátek translace ostatků do Girony je 4. června, k témuž datu je zaznamenán také v pravoslavné církvi.

## Ikonografie
Je zobrazen jako mladý podjáhen, s vlasy ostříhanými do tonzury, oděn do tunicelly. Nejstarším vyobrazením je gotická freska malíře umbrijské školy ze 14. století v bazilice San Salvatore ve Spoletu. 